# 4711 Kathy
4711 Kathy је астероид главног астероидног појаса чија средња удаљеност од Сунца износи 2,382 астрономских јединица (АЈ).
Апсолутна магнитуда астероида је 12,2.